# Ларрі Ненс (молодший)
Ларрі Доннелл Ненс (молодший) (англ. Larry Donnell Nance Jr., нар. 1 січня 1993, Акрон, Огайо, США) — американський професіональний баскетболіст, важкий форвард команди НБА «Нью-Орлінс Пеліканс». Син баскетболіста Ларрі Ненса.

## Ігрова кар'єра

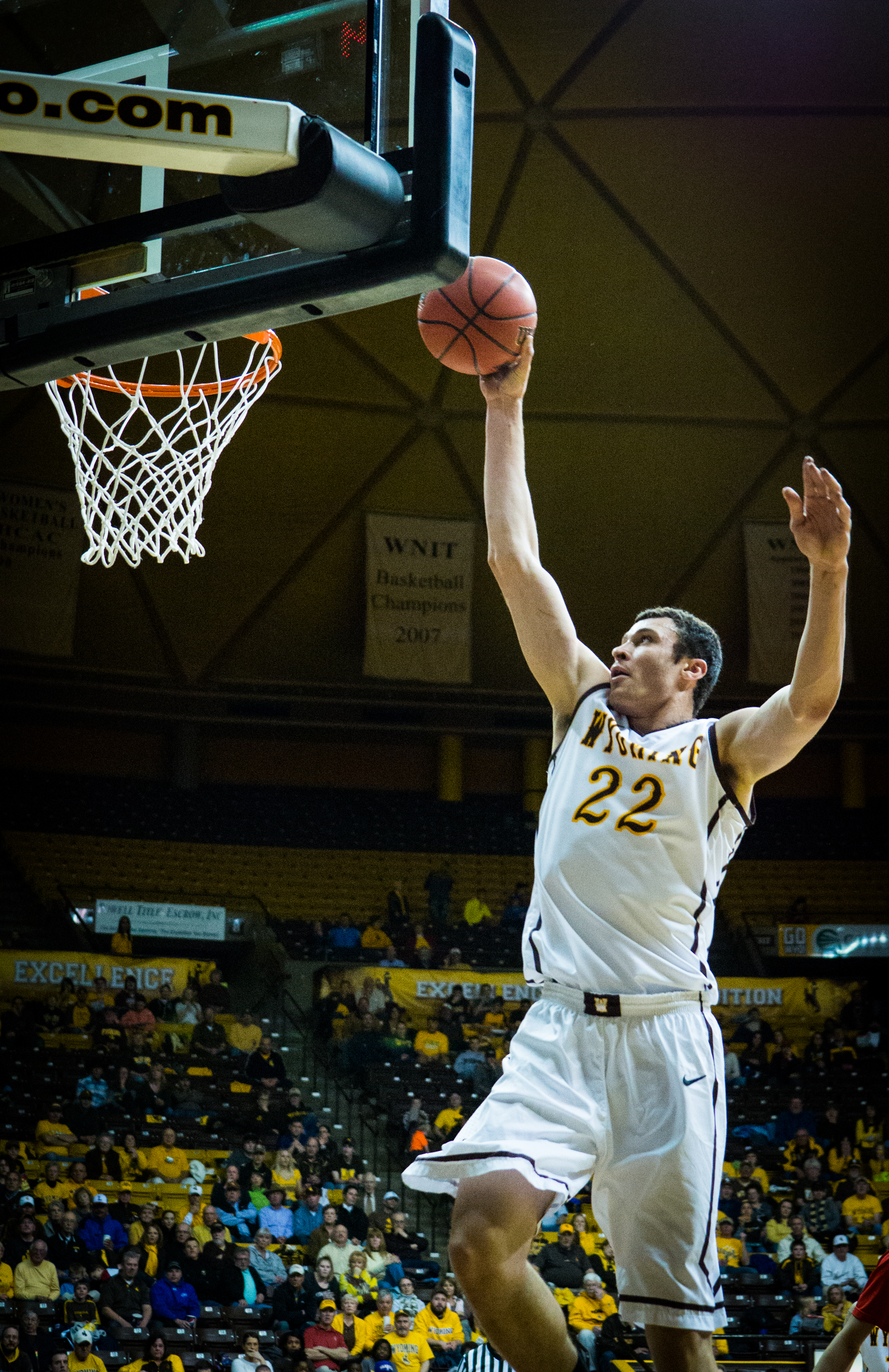
Ненс виконує слем-данк, 2014

На університетському рівні грав за команду Вайомінг (2011–2015). 
2015 року був обраний у першому раунді драфту НБА під загальним 27-м номером командою «Лос-Анджелес Лейкерс». 6 листопада 2015 року дебютував у лізі матчем проти «Бруклін Нетс». 20 листопада 2016 року встановив особистий рекорд результативності, набравши 18 очок у матчі проти «Чикаго Буллз». 
8 лютого 2018 року разом з Джорданом Кларксоном був обміняний до «Клівленд Кавальєрс» на Айзею Томаса, Ченнінга Фрая та драфт-пік першого раунду Драфту 2018. 5 березня 2018 року в матчі проти «Детройт Пістонс» провів найрезультативнішу гру в кар'єрі, набравши 22 очки та зробивши 15 підбирань. У плей-оф допоміг команді дійти до фіналу НБА, де «Клівленд» поступився «Голден-Стейту».
18 грудня 2018 року в матчі проти «Індіани» набрав 15 очок та рекордні в кар'єрі 16 підбирань. 8 лютого 2019 року в матчі проти «Вашингтона» вже зібрав 19 підбирань.
28 серпня 2021 року був обміняний до «Портленд Трейл Блейзерс».
8 лютого 2022 року разом з Сі Джей Макколлумом та Тоні Снеллом перейшов до «Нового Орлеана» в обмін на Джоша Гарта, Нікела Александера-Вокера, Томаша Саторанського, Діді Лоузаду та драфт-піки. Через три дні Ненсу провели операцію на коліні.

## Статистика виступів в НБА

### Регулярний сезон
| Сезон             | Команда                   | GP  | GS  | MPG  | FG%  | 3P%  | FT%   | RPG | APG | SPG | BPG | PPG  |
| ----------------- | ------------------------- | --- | --- | ---- | ---- | ---- | ----- | --- | --- | --- | --- | ---- |
| 2015–16           | «Лос-Анджелес Лейкерс»    | 63  | 22  | 20.1 | .527 | .100 | .681  | 5.0 | .7  | .9  | .4  | 5.5  |
| 2016–17           | «Лос-Анджелес Лейкерс»    | 63  | 7   | 22.9 | .526 | .278 | .738  | 5.9 | 1.5 | 1.3 | .6  | 7.1  |
| 2017–18           | «Лос-Анджелес Лейкерс»    | 42  | 17  | 22.0 | .601 | .250 | .632  | 6.8 | 1.4 | 1.4 | .5  | 8.6  |
| 2017–18           | «Клівленд Кавальєрс»      | 24  | 10  | 20.8 | .550 | .125 | .720  | 7.0 | 1.0 | 1.2 | .8  | 8.9  |
| 2018–19           | «Клівленд Кавальєрс»      | 67  | 30  | 26.8 | .520 | .337 | .716  | 8.2 | 3.2 | 1.5 | .6  | 9.4  |
| 2019–20           | «Клівленд Кавальєрс»      | 56  | 10  | 26.3 | .531 | .352 | .676  | 7.3 | 2.2 | 1.0 | .4  | 10.1 |
| 2020–21           | «Клівленд Кавальєрс»      | 35  | 27  | 31.2 | .471 | .360 | .612  | 6.7 | 3.1 | 1.7 | .5  | 9.3  |
| 2021–22           | «Портленд Трейл Блейзерс» | 37  | 11  | 23.2 | .515 | .306 | .653  | 5.6 | 2.0 | 1.0 | .4  | 6.9  |
| 2021–22           | «Нью-Орлінс Пеліканс»     | 9   | 0   | 20.2 | .551 | .500 | 1.000 | 4.3 | .9  | .6  | .8  | 7.3  |
| Усього за кар'єру | Усього за кар'єру         | 396 | 134 | 24.1 | .529 | .333 | .689  | 6.5 | 1.9 | 1.2 | .5  | 8.1  |

### Плей-оф
| Сезон             | Команда               | GP | GS | MPG  | FG%  | 3P%  | FT%  | RPG | APG | SPG | BPG | PPG |
| ----------------- | --------------------- | -- | -- | ---- | ---- | ---- | ---- | --- | --- | --- | --- | --- |
| 2018              | «Клівленд Кавальєрс»  | 20 | 0  | 15.4 | .683 | .000 | .452 | 4.5 | .9  | .8  | .7  | 4.8 |
| 2022              | «Нью-Орлінс Пеліканс» | 6  | 0  | 21.7 | .564 | .222 | .818 | 5.8 | 1.8 | .5  | .3  | 9.2 |
| Усього за кар'єру | Усього за кар'єру     | 26 | 0  | 16.8 | .636 | .200 | .548 | 4.8 | 1.1 | .7  | .6  | 5.8 |